# Quimper

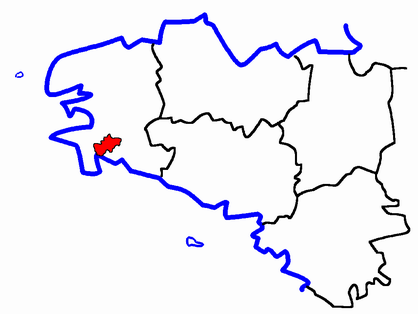
Położenie Quimper na mapie Bretanii

Quimper (wymowaⓘ, bret. Kemper) – miejscowość i gmina w północno-zachodniej Francji, w regionie Bretania. Miasto jest prefekturą departamentu Finistère.
Według danych na rok 1990 gminę zamieszkiwało 59 437 osób, a gęstość zaludnienia wynosiła 704 osoby/km² (wśród 1269 gmin Bretanii Quimper plasuje się na 3. miejscu pod względem liczby ludności, natomiast pod względem powierzchni na miejscu 5.).
Miasto leży w pobliżu ujścia rzeki Odet do Oceanu Atlantyckiego.
W mieście znajduje się stacja kolejowa Gare de Quimper.

## Zabytki
Quimper zostało sklasyfikowane jako „miasto sztuki i historii”. W mieście znajduje się katedra Saint-Corentin, zbudowana w stylu gotyku bretońskiego, wzniesiona w 1239 roku na fundamentach starej katedry romańskiej. W dzielnicy Locmaria znajduje się kościół romański z XII wieku, jest to jeden z najstarszych zabytków w departamencie Finistère.

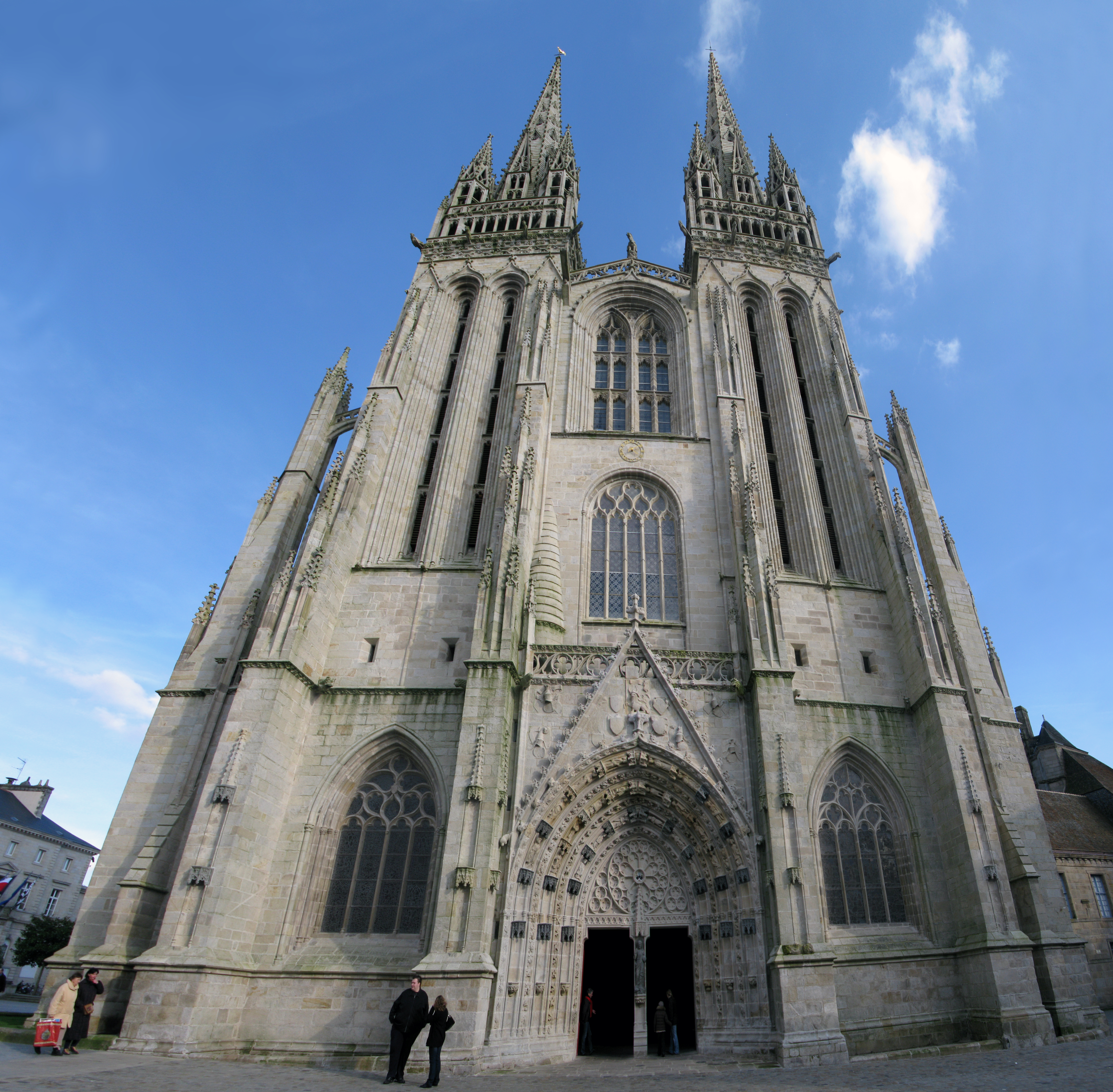
Katedra, fasada
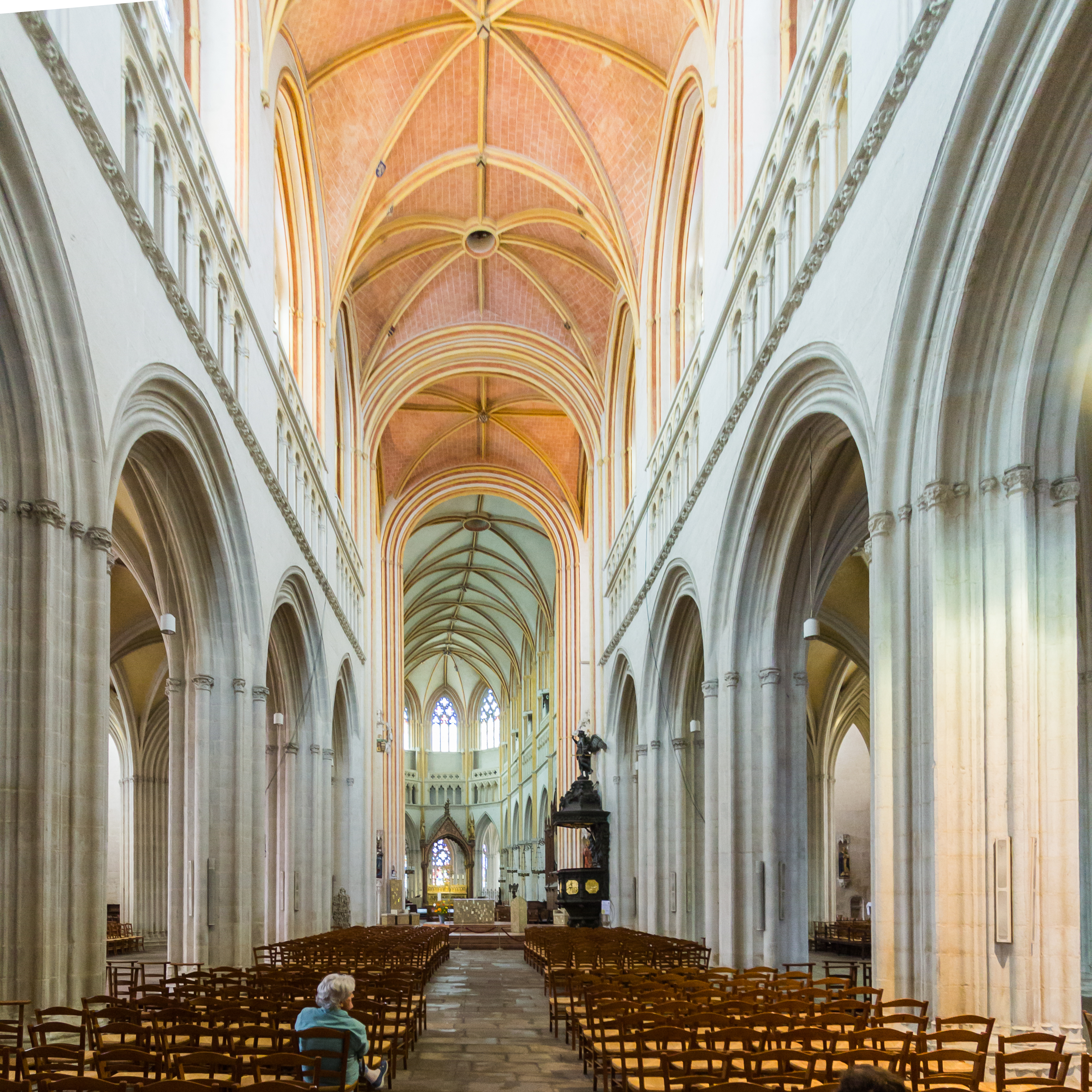
Wnętrze katedry
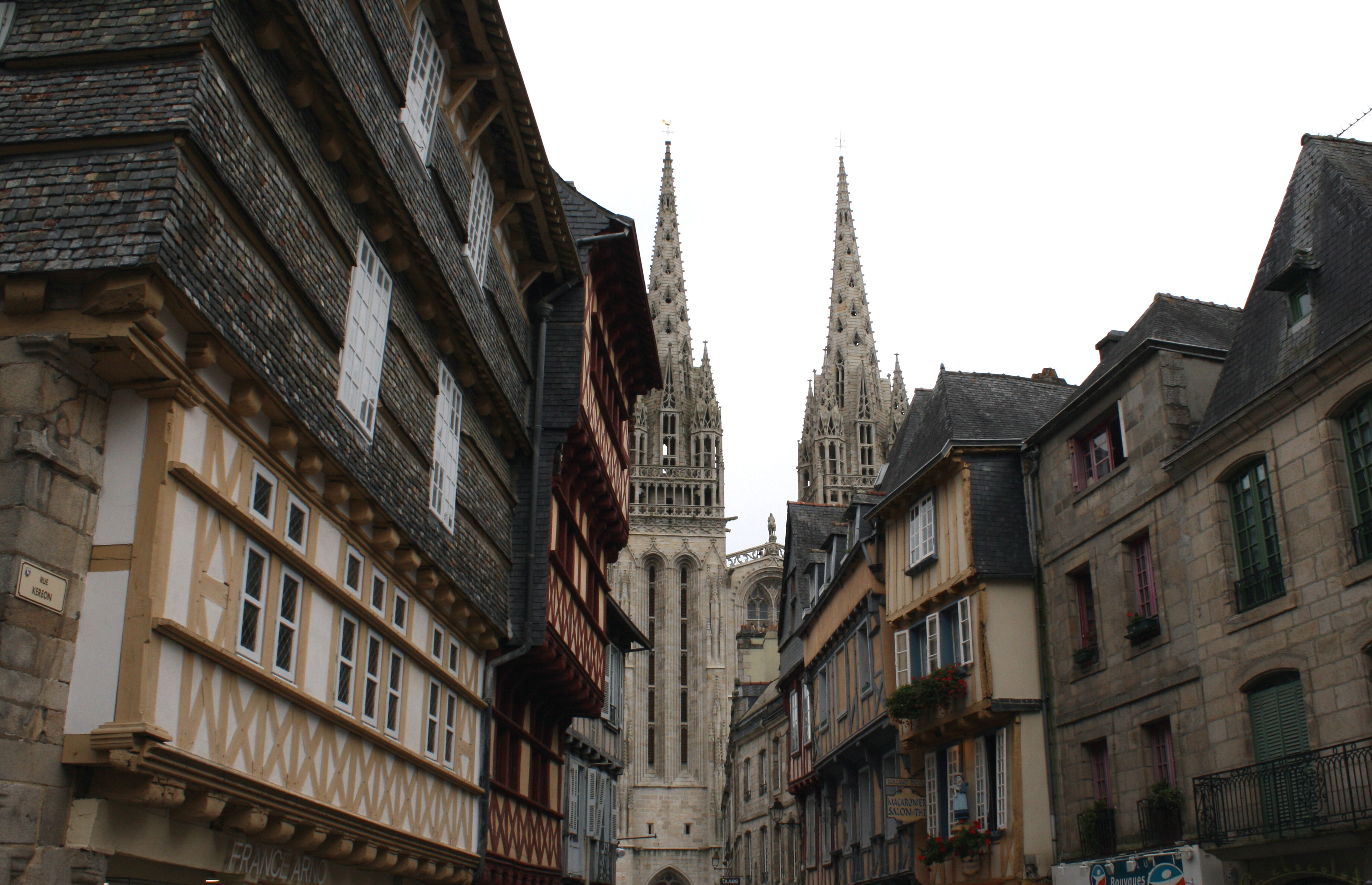
Okolice katedry
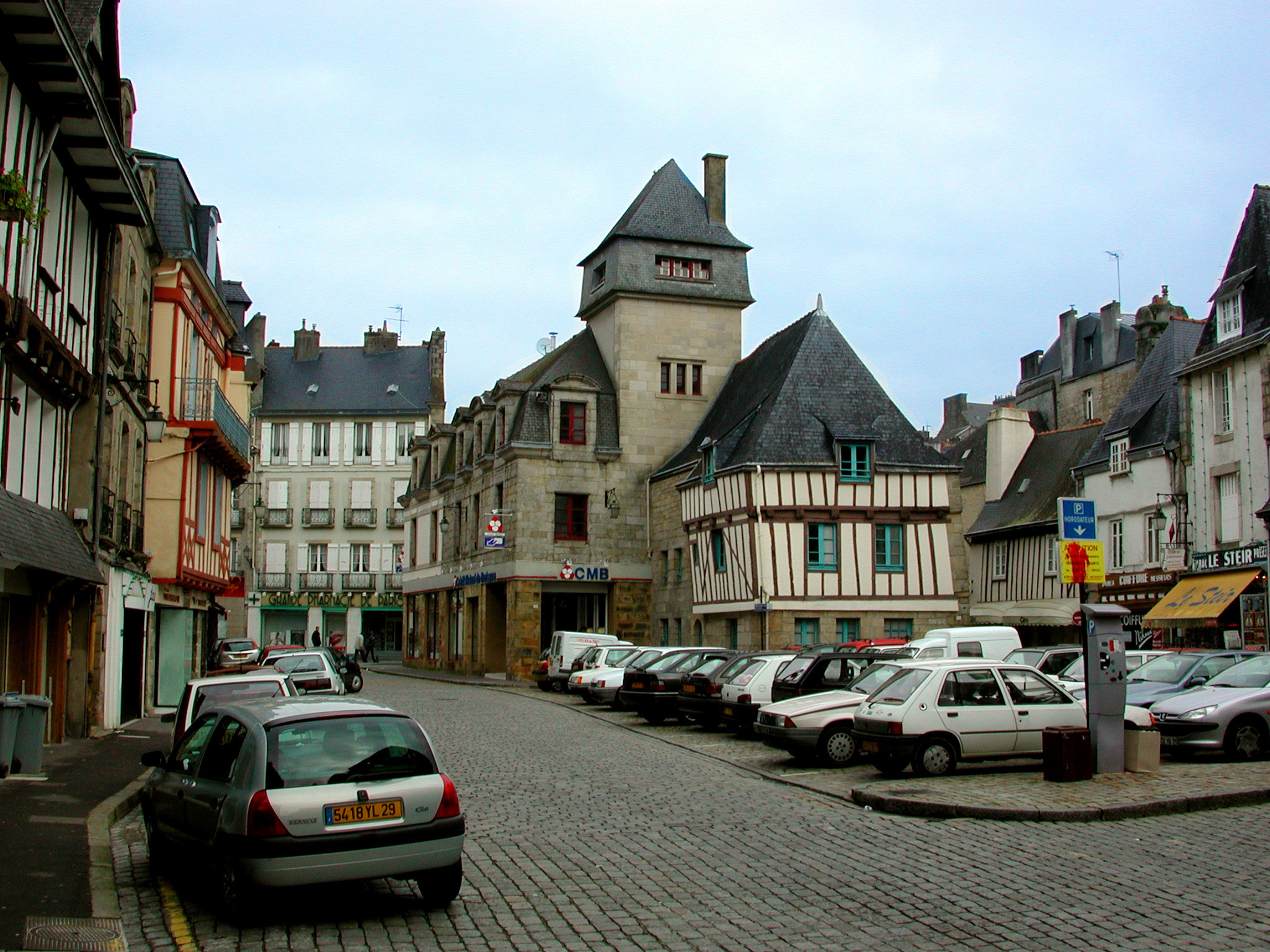
Stare miasto
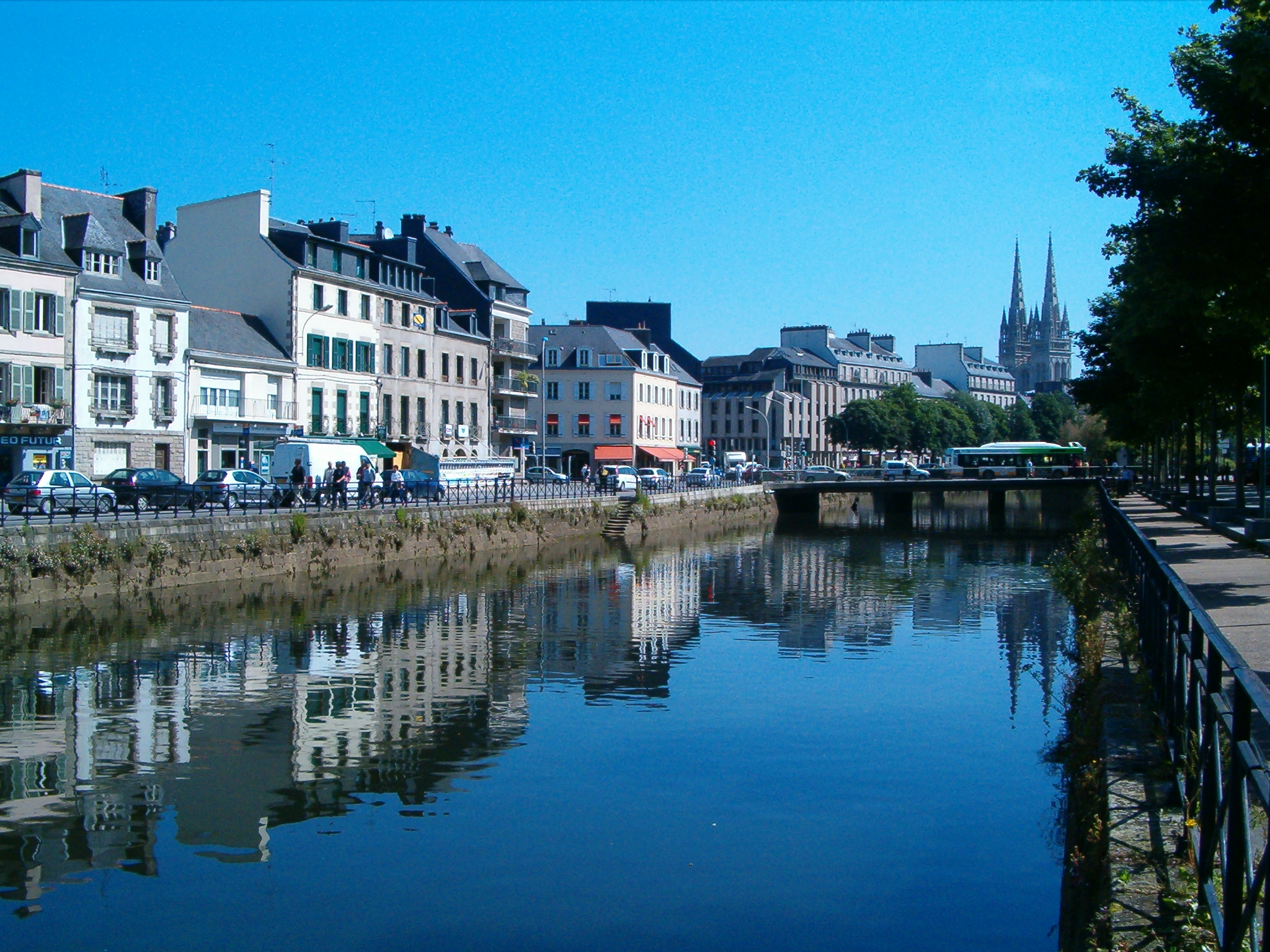
Odet w Quimper

## Współpraca
- Limerick, Irlandia
- Remscheid, Niemcy
- Falkirk, Szkocja
- Orense, Hiszpania
- Yantai, Chińska Republika Ludowa
- Foggia, Włochy